# Introspection 3
Introspection 3 is een studioalbum van Thijs van Leer. Het album laat lichte klassieke muziek horen. Rogier van Otterloo bewerkte een aantal klassiekers uit de klassieke muziek naar stukken voor dwarsfluit en orkest. Van Otterloo gaf zelf leiding aan dat orkest. Het album werd opgenomen in de Dureco geluidsstudio in Weesp waarbij Dick Bakker achter de knoppen zat. Ruud Jacobs was muziekproducent, gesteund door John Vis, vaste begeleider van dit project dat uiteindelijk uit zes albums zou beslaan. Het album bevat ook eigen werk van zowel van Van Leer als van Otterloo, maar geheel ingepast in de stijl van de overige stukken.
Het album verscheen net na de laatste release van Focus Focus con Proby. 

## Musici
- Thijs van Leer – dwarsfluit
- Letty de Jong – zang
- Rogier van Otterloo – dirigent, arrangeur

## Muziek

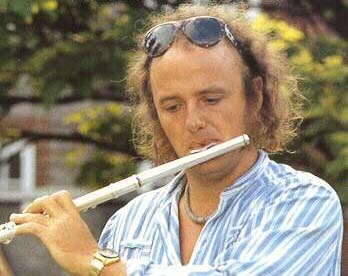
Thijs van Leer gedurende die jaren

| Nr. | Titel                                          | componist                        | Duur |
| --- | ---------------------------------------------- | -------------------------------- | ---- |
| 1.  | Reigen Seliger Geister (uit Orfeo ed Euridice) | Christoph Willibald Gluck        | 7:48 |
| 2.  | Rondeau (uit Abdelazer)                        | Henry Purcell                    | 1:47 |
| 3.  | Adagio                                         | Remi Giazotto, Tomaso Albinoni   | 5:28 |
| 4.  | Brother                                        | Thijs van Leer, Rosalie van Leer | 5:26 |
| 5.  | Sicilienne (Pelléas et Mélisande)              | Gabriel Fauré                    | 7:04 |
| 6.  | Rondo III                                      | Rogier van Otterloo              | 2:26 |
| 7.  | He shall feed his flock (Messiah)              | Georg Friedrich Händel           | 5:50 |
| 8.  | Focus V                                        | Thijs van Leer                   | 4:44 |

## Hitnotering
Het album stond 44 weken in de voorloper van Album Top 100
| Hitnotering: 24-9-1977 t/m 28-7-1978 | Hitnotering: 24-9-1977 t/m 28-7-1978 | Hitnotering: 24-9-1977 t/m 28-7-1978 | Hitnotering: 24-9-1977 t/m 28-7-1978 | Hitnotering: 24-9-1977 t/m 28-7-1978 | Hitnotering: 24-9-1977 t/m 28-7-1978 | Hitnotering: 24-9-1977 t/m 28-7-1978 | Hitnotering: 24-9-1977 t/m 28-7-1978 | Hitnotering: 24-9-1977 t/m 28-7-1978 | Hitnotering: 24-9-1977 t/m 28-7-1978 | Hitnotering: 24-9-1977 t/m 28-7-1978 | Hitnotering: 24-9-1977 t/m 28-7-1978 | Hitnotering: 24-9-1977 t/m 28-7-1978 | Hitnotering: 24-9-1977 t/m 28-7-1978 | Hitnotering: 24-9-1977 t/m 28-7-1978 | Hitnotering: 24-9-1977 t/m 28-7-1978 |
| Week:                                | 1                                    | 2                                    | 3                                    | 4                                    | 5                                    | 6                                    | 7                                    | 8                                    | 9                                    | 10                                   | 11                                   | 12                                   | 13                                   | 14                                   | 15                                   |
| ------------------------------------ | ------------------------------------ | ------------------------------------ | ------------------------------------ | ------------------------------------ | ------------------------------------ | ------------------------------------ | ------------------------------------ | ------------------------------------ | ------------------------------------ | ------------------------------------ | ------------------------------------ | ------------------------------------ | ------------------------------------ | ------------------------------------ | ------------------------------------ |
| Positie:                             | 11                                   | 7                                    | 6                                    | 5                                    | 4                                    | 4                                    | 6                                    | 4                                    | 9                                    | 4                                    | 7                                    | 10                                   | 10                                   | 8                                    | 15                                   |
| Week:                                | 16                                   | 17                                   | 18                                   | 19                                   | 20                                   | 21                                   | 22                                   | 23                                   | 24                                   | 25                                   | 26                                   | 27                                   | 28                                   | 29                                   | 30                                   |
| Positie:                             | 11                                   | 13                                   | 9                                    | 3                                    | 7                                    | 6                                    | 6                                    | 12                                   | 12                                   | 13                                   | 16                                   | 16                                   | 12                                   | 10                                   | 10                                   |
| Week:                                | 31                                   | 32                                   | 33                                   | 34                                   | 35                                   | 36                                   | 37                                   | 38                                   | 39                                   | 40                                   | 41                                   | 42                                   | 43                                   | 44                                   |                                      |
| Positie:                             | 13                                   | 13                                   | 15                                   | 17                                   | 21                                   | 26                                   | 32                                   | 32                                   | 36                                   | 50                                   | 41                                   | 41                                   | 41                                   | 39                                   | uit                                  |